# Emerson-Effekt
Als Emerson-Effekt oder auch Enhancement-Effekt wird ein bestimmtes Phänomen in der Erforschung der Photosynthese bezeichnet. So bewirkt die gleichzeitige Bestrahlung mit Licht zweier Wellenlängen eine größere Photosyntheserate, als die Summe der Bestrahlungen mit jeweils nur einer der beiden Wellenlängen. Der Effekt ist nach seinem Entdecker Robert Emerson benannt.
Belichtet man einzellige Algen oder isolierte Chloroplasten mit monochromatischem Licht mit der Wellenlänge von entweder 680 nm oder 700 nm, so erhält man ganz bestimmte Photosyntheseraten (O2-Produktion). Bei einer gleichzeitigen Bestrahlung mit beiden Wellenlängen erhält man eine deutlich höhere Photosyntheserate, als durch die Summe der Einzelbelichtungen.
Dieses scheinbar paradoxe Ergebnis wird erklärbar, wenn man die Existenz zweier Photosysteme mit einem jeweils wellenlängen-spezifischen Reaktionszentrum P700 bzw. P680 annimmt. Nur wenn beide Systeme ausgelastet sind, kann die maximale Photosyntheserate erreicht werden. Wird nur mit 700 bzw. 680 nm bestrahlt, gibt es einen Stau in der Elektronentransportkette und kein Photosystem kann optimal arbeiten.